# Mistrzostwa Afryki w Judo 2025
Mistrzostwa Afryki w Judo w 2025 odbyły się w dniach 25-28 kwietnia w Abidżanie na Wybrzeżu Kości Słoniowej na terenie Palais des Sports de Treichville.

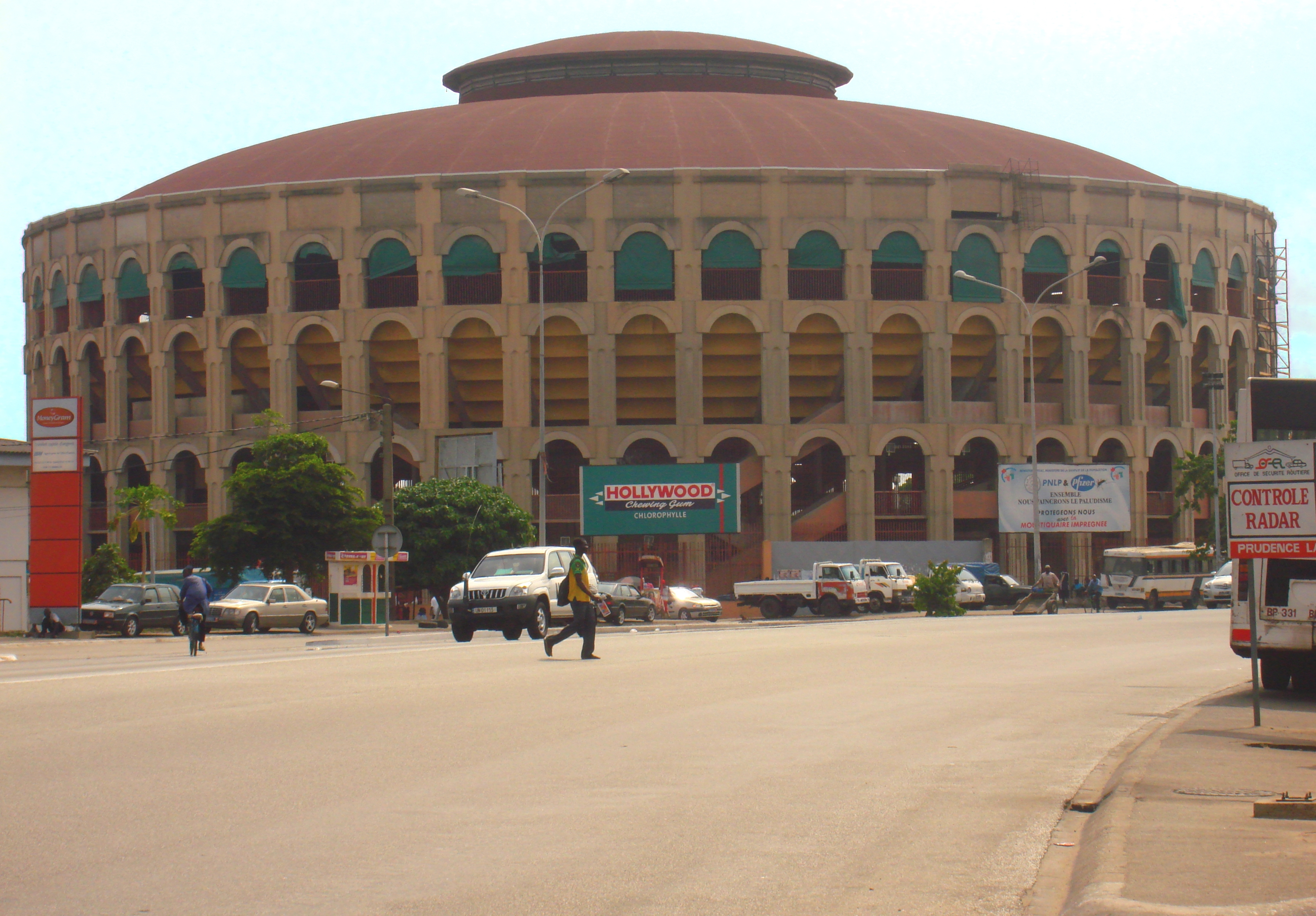
Hala

## Tabela medalowa
| Poz.  | Państwo           |    |    |    | Łącznie |
| ----- | ----------------- | -- | -- | -- | ------- |
| 1.    | Egipt             | 5  | 1  | 4  | 10      |
| 2.    | Maroko            | 3  | 1  | 2  | 6       |
| 3.    | Tunezja           | 2  | 3  | 6  | 11      |
| 4.    | Gwinea            | 2  | 0  | 0  | 2       |
| 5.    | Angola            | 1  | 2  | 5  | 8       |
| 6.    | Południowa Afryka | 1  | 0  | 1  | 2       |
| 7.    | Madagaskar        | 1  | 0  | 0  | 1       |
| 8.    | Algieria          | 0  | 4  | 8  | 12      |
| 9.    | Senegal           | 0  | 2  | 1  | 3       |
| 10.   | Kamerun           | 0  | 1  | 2  | 3       |
| 11.   | Benin             | 0  | 1  | 0  | 1       |
| 12.   | Mauritius         | 0  | 0  | 1  | 1       |
| Razem | Razem             | 15 | 15 | 30 | 60      |

## Medaliści

### Mężczyźni
| Konkurencja: | Złoto:                 | Srebro:              | Brąz:                                     |
| −60kg        | Youssry Samy           | Leonardo Barros      | Ahmed Alaoui Cherifi Fraj Dhouibi         |
| −66kg        | Edmilson Pedro         | Mouhamedou Mboup     | Abderrahmane Boushita Rachid Cherrad      |
| −73kg        | Hassan Doukkali        | Alaeddine Ben Chalbi | Messaoud Dris Ahmed Mehibel               |
| −81kg        | Abdelrahman Abdelghany | Valentin Houinato    | Timothy Meuwsen Namory Keita              |
| −90kg        | Achraf Moutii          | Abdelaziz Ben Ammar  | Rémi Feuillet Aly Abdelaal                |
| −100kg       | Abdalla Abdelsamea     | Omar Elramly         | Rayane Zakaria Benatia Koussay Ben Ghares |
| Ponad 100kg  | Mohamed Aborakia       | Mbagnick Ndiaye      | Mustapha Bouamar Piter Da Silva           |

### Kobiety
| Konkurencja:    | Złoto: | Srebro: | Brąz: |
| −48kg           | Oumaima Bedioui | Houaria Kaddour                                                                                                   | Maria Segunda Noura Salem |
| −52kg           | Soumiya Iraoui | Faïza Aissahine                                                                                                   | Chaima Sidaoui Marie Céline Baba Matia |
| −57kg           | Mariana Esteves | Andreza Antonio                                                                                                   | Khadidja Bekheira Tassnim Roshdy |
| −63kg           | Jasmine Martin | Chaimae Taibi | Fatma Ghanem Amina Belkadi |
| −70kg           | Aina Laura Rasoanaivo Razafy | Zita Ornella Biami                                                                                                | Diassonema Mucungui Wided Rajhid |
| −78kg           | Marie Branser | Arij Akkab | Georgika Wesly Djengue Moune Dyhia Benchallal |
| Ponad 78kg      | Siwar Dhawedi | Meroua Mammeri | Sarra Mzougui Crislayn Rodrigues |
| Drużynowo mikst | Egipt · Tassnim Roshdy · Farida Magdy · Fatma Ghanem · Safa Soliman · Fares Ibrahim · Abdelrahman Abdelghany · Abdalla Abdelsamea | Algieria · Khadidja Bekheira · Amina Belkadi · Meroua Mammeri · Messaoud Dris · Lokmane Daroul · Mustapha Bouamar | Tunezja · Oumaima Bedioui · Mariem Jmour · Wided Rajhid · Ons Romdhani · Siwar Dhawedi · Alaeddine Ben Chalbi · Abdelaziz Ben Ammar · Koussay Ben Ghares · Angola · Andreza Antonio · Diassonema Mucungui · Crislayn Rodrigues · Fernanda Quimbira · Zeferino Gabriel · Rodrigo Fernando · Adriano Tchissende · Piter Da Silva · Deny Silva |